# Yevguenia Riabushkina
Yevguenia Pavlovna Riabushkina  (nacida el 21 de noviembre de 1923 en Moscú, Unión Soviética) es una exjugadora de baloncesto rusa. Consiguió 3 medallas en competiciones oficiales con URSS.